# Mark Naimark
Mark Naimark   (Odessa, 5 de desembre de 1909 - Moscou, 30 de desembre de 1978) va ser un matemàtic soviètic.
Nascut en una família jueva a Odessa es va graduar a l'Institut de Física, Química i Matemàtiques d'Odessa i va fer estudis de postgrau a la Universitat Estatal d'Odessa en el període soviètic i on va ser deixeble del matemàtic Mark Krein. El 1938 es va traslladar a Moscou, on va treballar a l'Acadèmia de Ciències i altres institucions. Des de 1941, després de l'ofensiva nazi, va ser traslladat a Taixkent i, en aquesta època va iniciar una fructífera col·laboració amb el matemàtic, també jueu, Israel Gelfand. Des de 1954 va ser professor de l'Institut de Física i Tecnologia de Moscou i, a partir de 1962 fins a la seva mort, va treballar a l'Institut Steklov de Matemàtiques.
Els principals treballs de Naimark van ser en els camps de la teoria de funcions i de l'anàlisi funcional. Amb Gelfand, va treballar en el tema de les C*-àlgebres, camp en el qual van desenvolupar la avui coneguda com construcció GNS (per Gelfand, Naimark i Segal). En total, va escriure unes 130 obres.